# Andrea Carnevale
Andrea Alessandro Carnevale (Monte San Biagio, 12 gennaio 1961) è un ex calciatore italiano, di ruolo attaccante, osservatore dell'Udinese.

## Biografia
Il 25 settembre 1975 suo padre Gaetano, ferroviere, uccise sua madre Filomena Pietricola, madre di altri sei figli, a colpi d'ascia nei pressi di un fiume tra Monte San Biagio, suo paese natale, e Fondi. Internato nel manicomio criminale di Aversa, si tolse la vita nel 1983. La vicenda è divenuta di dominio pubblico soltanto nel 2024, dopo un'intervista dell'ex calciatore al quotidiano Il Messaggero in occasione del suo sessantatreesimo compleanno.
È stato sposato con la conduttrice televisiva Paola Perego, dalla quale ha avuto due figli per poi divorziare, anche a causa delle prime inchieste sullo spaccio di stupefacenti che lo hanno coinvolto. Il 9 luglio 2002 è diventato padre per la terza volta con la seconda moglie, che ha poi sposato nel 2005. È diventato nonno per due volte, grazie alla prima figlia.

## Carriera

### Giocatore

#### Club
Dopo l'avvio di carriera con il Fondi nella stagione 1977-1978 si trasferisce al Latina dall'anno seguente. Ingaggiato nell'ottobre del 1979 dall'Avellino, squadra con la quale esordisce in Serie A l'11 maggio 1980 in Avellino-Roma 0-1; negli anni successivi gioca con la Reggiana, il Cagliari, il Catania e l'Udinese. Nel 1986 si trasferisce al Napoli, allenato da Ottavio Bianchi, per 4 miliardi di lire. Al primo anno con 8 reti segnate, tra cui il goal del 10 maggio 1987 in Napoli-Fiorentina 1-1, contribuisce alla vittoria del campionato. La stagione successiva con l'arrivo di Careca è spesso relegato in panchina, realizza solo 2 reti in campionato tra cui quello decisivo in Avellino-Napoli 0-1. In Coppa Campioni viene espulso al San Paolo a pochi minuti dal termine dopo un fallo sul portiere madridista Buyo.
La stagione successiva compone il trio d'attacco del Napoli con Maradona e Careca. Realizza la sua prima e unica tripletta in Serie A in Napoli-Pescara 8-2. Realizza il primo gol in Juventus-Napoli 3-5. A fine campionato le sue reti saranno 13 (record personale). In Coppa UEFA realizza 3 reti fondamentali: il gol decisivo in Bordeaux-Napoli 0-1; il secondo gol in Napoli-Juventus che portò la partita ai supplementari in cui Renica al 119º minuto segnò il gol qualificazione; il goal che fissò il risultato di Napoli-Bayern 2-0 che mise una grossa ipoteca sul passaggio alla finale. In finale contro lo Stoccarda fu protagonista nell'azione con Maradona e Careca che portò quest'ultimo a segnare il gol del 2-1 finale. La stagione successiva segna le sue prime reti in campionato in Napoli-Milan 3-0 realizzando una doppietta. Il 14 aprile 1990 in Napoli-Bari 3-0 segnano Maradona, Carnevale e Careca. Per Carnevale sarà l'ultima rete realizzata con la maglia azzurra. Il 29 aprile 1990 festeggia la vittoria del suo secondo tricolore con il Napoli.
Nell'estate 1990 passa alla Roma per 6,8 miliardi di lire. Dopo un inizio di campionato segnato da quattro gol in cinque partite, viene successivamente squalificato per doping, accusato, con il compagno di squadra Angelo Peruzzi, di avere assunto fentermina mediante pastiglie anti-obesità (Lipopill). Tornato in campo dopo un anno, viene ceduto nel 1993 all'Udinese dove rimane solo pochi mesi per essere poi mandato in prestito al Pescara in Serie B.
Nel 1994 torna all'Udinese, in Serie B, dove realizza 7 gol in campionato e contribuisce alla promozione in Serie A. Nella stagione successiva torna al Pescara in B, dove realizza 10 gol in 28 presenze e a 35 anni, nel 1996, conclude la sua carriera da professionista.
Ha totalizzato complessivamente 255 presenze e 66 reti in Serie A e 151 presenze e 48 reti in Serie B. Dopo il ritiro dal calcio giocato, lavora come responsabile osservatori dell'Udinese.

#### Nazionale

Andrea Carnevale (secondo da destra in piedi) durante il campionato mondiale di calcio 1990

Ha fatto parte della Nazionale olimpica che si classificò quarta nel 1988 alle Olimpiadi di Seul, manifestazione in cui segnò 2 reti.
Convocato da Azeglio Vicini, esordisce in nazionale il 22 aprile 1989, a 28 anni, nell'amichevole Italia-Uruguay (1-1) disputata a Verona. Quattro giorni più tardi nell'amichevole Italia-Ungheria (4-0) realizza il suo primo gol in maglia azzurra. 
L'anno seguente ha partecipato al Mondiale 1990 in Italia, nel quale gli Azzurri arrivarono terzi, partendo da titolare nella coppia d'attacco insieme a Gianluca Vialli nelle prime due partite della fase a gironi. In entrambe le occasioni venne sostituito da Salvatore Schillaci (che divenne il capocannoniere della manifestazione) e dopodiché non scese più in campo con la maglia azzurra. In totale ha disputato 10 partite con la nazionale realizzando 2 reti.

### Dopo il ritiro
Nel 1999 si candidò alle elezioni europee con l'UDEUR, nella circoscrizione Italia Meridionale ottenendo oltre 4 200 preferenze, senza risultare eletto.
Nel 2002 viene arrestato e posto agli arresti domiciliari nell'ambito di una indagine su traffico di cocaina che ha coinvolto anche Gianfranco Micciché ed Emilio Colombo, vicenda nella quale sarà successivamente assolto. Svolge successivamente il lavoro di capo degli osservatori dell'Udinese, per il quale ha contribuito a scoprire talenti come Alexis Sánchez e Piotr Zieliński.

## Statistiche

### Presenze e reti nei club
| Stagione        | Squadra         | Campionato      | Campionato | Campionato | Coppe nazionali | Coppe nazionali | Coppe nazionali | Coppe continentali | Coppe continentali | Coppe continentali | Altre coppe | Altre coppe | Altre coppe | Totale | Totale |
| Stagione        | Squadra         | Comp            | Pres       | Reti       | Comp            | Pres            | Reti            | Comp               | Pres               | Reti               | Comp        | Pres        | Reti        | Pres   | Reti   |
| --------------- | --------------- | --------------- | ---------- | ---------- | --------------- | --------------- | --------------- | ------------------ | ------------------ | ------------------ | ----------- | ----------- | ----------- | ------ | ------ |
| 1978-1979       | Latina          | C1              | 23         | 3          | CI              | -               | -               | -                  | -                  | -                  | -           | -           | -           | 23     | 3      |
| lug.-ott. 1979  | Latina          | C2              | 1          | 0          | CI              | -               | -               | -                  | -                  | -                  | -           | -           | -           | 1      | 0      |
| Totale Latina   | Totale Latina   | Totale Latina   | 24         | 3          |                 | -               | -               |                    | -                  | -                  |             | -           | -           | 24     | 3      |
| 1979-1980       | Avellino        | A               | 1          | 0          | CI              | -               | -               | -                  | -                  | -                  | -           | -           | -           | 1      | 0      |
| 1980-1981       | Avellino        | A               | 10         | 1          | CI              | 2               | 0               | -                  | -                  | -                  | -           | -           | -           | 12     | 1      |
| Totale Avellino | Totale Avellino | Totale Avellino | 11         | 1          |                 | 2               | 0               | -                  | -                  | -                  |             | -           | -           | 13     | 1      |
| 1981-1982       | Reggiana        | B               | 33         | 5          | CI              | 6               | 1               | -                  | -                  | -                  | -           | -           | -           | 39     | 6      |
| 1982-1983       | Reggiana        | B               | 33         | 11         | CI              | 5               | 3               | -                  | -                  | -                  | -           | -           | -           | 38     | 14     |
| Totale Reggiana | Totale Reggiana | Totale Reggiana | 66         | 16         | -               | 11              | 4               | -                  | -                  | -                  |             | -           | -           | 77     | 20     |
| lug.-ott. 1983  | Cagliari        | B               | 7          | 1          | CI              | 3               | 0               | -                  | -                  | -                  | -           | -           | -           | 10     | 1      |
| 1983-1984       | Catania         | A               | 23         | 3          | CI              | 0               | 0               | -                  | -                  | -                  | -           | -           | -           | 23     | 3      |
| 1984-1985       | Udinese         | A               | 27         | 7          | CI              | 3               | 1               | -                  | -                  | -                  | -           | -           | -           | 30     | 8      |
| 1985-1986       | Udinese         | A               | 28         | 9          | CI              | 7               | 4               | -                  | -                  | -                  | -           | -           | -           | 35     | 13     |
| 1986-1987       | Napoli          | A               | 27         | 8          | CI              | 13              | 5               | CU                 | 2                  | 1                  | -           | -           | -           | 42     | 14     |
| 1987-1988       | Napoli          | A               | 19         | 2          | CI              | 4               | 2               | CC                 | 1                  | 0                  | -           | -           | -           | 24     | 6      |
| 1988-1989       | Napoli          | A               | 28         | 13         | CI              | 10              | 4               | CU                 | 8                  | 3                  | -           | -           | -           | 46     | 20     |
| 1989-1990       | Napoli          | A               | 31         | 8          | CI              | 5               | 1               | CU                 | 6                  | 0                  | -           | -           | -           | 42     | 9      |
| Totale Napoli   | Totale Napoli   | Totale Napoli   | 105        | 31         |                 | 32              | 12              |                    | 17                 | 4                  |             | -           | -           | 152    | 47     |
| 1990-1991       | Roma            | A               | 5          | 4          | CI              | 1               | 0               | CU                 | 2                  | 1                  | -           | -           | -           | 8      | 5      |
| 1991-1992       | Roma            | A               | 21         | 4          | CI              | 4               | 1               | CdC                | 3                  | 3                  | SI          | 0           | 0           | 28     | 8      |
| 1992-1993       | Roma            | A               | 25         | 7          | CI              | 6               | 4               | CU                 | 6                  | 1                  | -           | -           | -           | 37     | 12     |
| Totale Roma     | Totale Roma     | Totale Roma     | 51         | 15         |                 | 11              | 5               |                    | 11                 | 5                  |             | 0           | 0           | 73     | 25     |
| ago.-nov. 1993  | Udinese         | A               | 10         | 0          | CI              | 1               | 0               | -                  | -                  | -                  | -           | -           | -           | 11     | 0      |
| nov. 1993-1994  | Pescara         | B               | 24         | 14         | CI              | 0               | 0               | -                  | -                  | -                  | -           | -           | -           | 24     | 14     |
| 1994-1995       | Udinese         | B               | 16         | 7          | CI              | 2               | 2               | -                  | -                  | -                  | -           | -           | -           | 18     | 9      |
| Totale Udinese  | Totale Udinese  | Totale Udinese  | 81         | 23         |                 | 13              | 7               |                    | -                  | -                  |             | -           | -           | 94     | 30     |
| 1995-1996       | Pescara         | B               | 28         | 10         | CI              | 1               | 0               | -                  | -                  | -                  | -           | -           | -           | 28     | 10     |
| Totale Pescara  | Totale Pescara  | Totale Pescara  | 52         | 24         |                 | 1               | 0               |                    | -                  | -                  |             | -           | -           | 53     | 24     |
| Totale carriera | Totale carriera | Totale carriera | 420        | 117        |                 | 73              | 28              |                    | 29                 | 9                  |             | -           | -           | 522    | 154    |

### Cronologia presenze e reti in nazionale
| Cronologia completa delle presenze e delle reti in nazionale ― Italia | Cronologia completa delle presenze e delle reti in nazionale ― Italia | Cronologia completa delle presenze e delle reti in nazionale ― Italia | Cronologia completa delle presenze e delle reti in nazionale ― Italia | Cronologia completa delle presenze e delle reti in nazionale ― Italia | Cronologia completa delle presenze e delle reti in nazionale ― Italia | Cronologia completa delle presenze e delle reti in nazionale ― Italia | Cronologia completa delle presenze e delle reti in nazionale ― Italia |
| Data                                                                  | Città                                                                 | In casa                                                               | Risultato                                                             | Ospiti                                                                | Competizione                                                          | Reti                                                                  | Note                                                                  |
| --------------------------------------------------------------------- | --------------------------------------------------------------------- | --------------------------------------------------------------------- | --------------------------------------------------------------------- | --------------------------------------------------------------------- | --------------------------------------------------------------------- | --------------------------------------------------------------------- | --------------------------------------------------------------------- |
| 22-4-1989                                                             | Verona                                                                | Italia                                                                | 1 – 1                                                                 | Uruguay                                                               | Amichevole                                                            | -                                                                     | 40’                                                                   |
| 26-4-1989                                                             | Taranto                                                               | Italia                                                                | 4 – 0                                                                 | Ungheria                                                              | Amichevole                                                            | 1                                                                     |                                                                       |
| 20-9-1989                                                             | Cesena                                                                | Italia                                                                | 4 – 0                                                                 | Bulgaria                                                              | Amichevole                                                            | 1                                                                     |                                                                       |
| 14-10-1989                                                            | Bologna                                                               | Italia                                                                | 0 – 1                                                                 | Brasile                                                               | Amichevole                                                            | -                                                                     |                                                                       |
| 11-11-1989                                                            | Vicenza                                                               | Italia                                                                | 1 – 0                                                                 | Algeria                                                               | Amichevole                                                            | -                                                                     | 70’                                                                   |
| 15-11-1989                                                            | Londra                                                                | Inghilterra                                                           | 0 – 0                                                                 | Italia                                                                | Amichevole                                                            | -                                                                     | 76’                                                                   |
| 21-12-1989                                                            | Cagliari                                                              | Italia                                                                | 0 – 0                                                                 | Argentina                                                             | Amichevole                                                            | -                                                                     | 82’                                                                   |
| 31-3-1990                                                             | Basilea                                                               | Svizzera                                                              | 0 – 1                                                                 | Italia                                                                | Amichevole                                                            | -                                                                     | 58’                                                                   |
| 9-6-1990                                                              | Roma                                                                  | Italia                                                                | 1 – 0                                                                 | Austria                                                               | Mondiali 1990 - 1º turno                                              | -                                                                     | 75’                                                                   |
| 14-6-1990                                                             | Roma                                                                  | Italia                                                                | 1 – 0                                                                 | Stati Uniti                                                           | Mondiali 1990 - 1º turno                                              | -                                                                     | 52’                                                                   |
| Totale                                                                |                                                                       | Presenze                                                              | 10                                                                    |                                                                       | Reti                                                                  | 2                                                                     |                                                                       |

## Palmarès

### Club

#### Competizioni nazionali
- Campionato italiano: 2

Napoli: 1986-1987, 1989-1990
- Coppa Italia: 2

Napoli: 1986-1987
Roma: 1990-1991

#### Competizioni internazionali
- Coppa UEFA: 1

Napoli: 1988-1989